# Trichostylum fuscolaterale
Trichostylum fuscolaterale är en tvåvingeart som beskrevs av Barraclough 1992. Trichostylum fuscolaterale ingår i släktet Trichostylum och familjen parasitflugor.
Artens utbredningsområde är Victoria i Australien. Inga underarter finns listade i Catalogue of Life.